# عمر أزبولاط
عمر أزبولاط بطل مسلسل الحب المستحيل وإحدى شخصياته الهامة في المسلسل، وهو شاب يبلغ من العمر 24 عاما ويتمتع بالحيوية والوسامة لكن كل تفكيره منصب على اللهو مع الفتيات، ورغم أنه الوريث الوحيد لشركة ((أوزبولانت)) الا انه لايريد تحمل مسؤوليتها، وهو زوج بطلة المسلسل رشا أزبولاط. اسم الشخصية بالعربية (عمر أزبولاط)، وبالتركية (Omar) ويعني (عمر) بالعربية. أدى هذه الشخصية الممثل التركي بوراك أوزشيفيت وتم دبلجته إلى العربية باللهجة السورية بواسطة الممثل السوري سعد لوستان.